# 氷川神社 (桶川市倉田)
氷川神社（ひかわじんじゃ）は、埼玉県桶川市の神社。

## 歴史
創建年代は不明である。ただ当社から約250メートル南西に南北朝時代の倉田孫四郎基行の屋敷とされる館跡が残されており、館跡から見て当社は鬼門（北東）の方角に位置していることから、その頃に基行邸の「鬼門除け」として創建されたものと推測される。明星院が別当寺であった。
1873年（明治6年）、近代社格制度に基づく「村社」に列せられ、、1907年（明治40年）の神社合祀により氷川天満神社への合祀が命じられたが、1943年（昭和18年）に取り消された。

## 文化財
- 倉田の囃子（桶川市指定無形文化財）[2]

## 交通アクセス
- 路線バス西窪台停留所より徒歩14分。